# Chapelle de Saint-Paul de Taganrog
La chapelle de Saint-Paul de Taganrog est un lieu de culte situé dans la rue de Lagerny dans la ville de Taganrog dans l'oblast de Rostov. La chapelle est édifiée en 1905 sur l'emplacement où est enterré Paul de Taganrog (en). La chapelle fait partie de l'Église orthodoxe russe.

## Histoire
Paul de Taganrog est enterré dans l'ancien cimetière de la ville de Taganrog. Ses funérailles ont lieu en mars 1879. En 1905, une chapelle en bois est construite près de sa tombe. Ses dimensions sont de 7 mètres sur 10. La chapelle avait deux portes et 7 fenêtres et une croix a été placée sur le toit ovale. La chapelle brûle le 12 juillet 1912.
La novice Maria Velitchko entreprend la construction d'une nouvelle chapelle de pierre qui est approuvée en 1913. La chapelle est construite et consacrée le 29 juin 1914. À l'intérieur du lieu il y a une iconostase de marbre dans un style greco-byzantin. En 1925, la chapelle est de nouveau détruite, puis reconstruite en 1995.